# Pterolophia malabarica
Pterolophia malabarica là một loài bọ cánh cứng trong họ Cerambycidae.